# كا سهغران (مقاطعة غيلانغرب)
كا سهغران (بالفارسية: کا سه‌گران) هي قرية تقع في كرمانشاه في إيران. يقدر عدد سكانها بـ 231 نسمة .